# 林登 (密蘇里州克里斯蒂安縣)
林登（英語：Linden），又名肯頓（Kenton），是位於美國密蘇里州克里斯蒂安縣的非建制地區。

## 歷史
林登的郵局於1860年設立，其後於1911年停運。

## 地理
林登所處的海拔為高於海平面413米（即1355英呎），而該地所採用的時區為UTC-6，即北美中部時區（CST）。同時該地設有夏令時間，為UTC-6調快一小時，即UTC-5（CDT）。